# Sarcosperma pedunculatum
Sarcosperma pedunculatum là một loài thực vật có hoa trong họ Hồng xiêm. Loài này được Hemsl. miêu tả khoa học đầu tiên năm 1890.